# Булгаковское сельское поселение (Рязанская область)
Булга́ковское се́льское поселе́ние — муниципальное образование в Касимовском районе Рязанской области.
Административный центр — деревня Булгаково.

## Географическое положение
Булгаковское сельское поселение находится к северу от районного центра. С запада и севера оно граничит с Гусевским городским поселеним, с востока с Торбаевским сельским поселением, с юга с г.Касимов и Лощининским сельским поселением.

## История
Булгаковское сельское поселение образовано в 2006 г. из Булгаковского сельского округа. Булгаковский сельский округ, в свою очередь, был переименован из Коростинского сельского округа в 1998 г.

## Население
| 2010 | 2012 | 2013 | 2014 | 2015 | 2016 | 2017 |
| ---- | ---- | ---- | ---- | ---- | ---- | ---- |
| 911  | ↘796 | ↘782 | ↘777 | ↘747 | ↘721 | ↘681 |
| 2018 | 2019 | 2020 | 2021 |      |      |      |
| ↘677 | ↗719 | ↗730 | ↗761 |      |      |      |

## Состав поселения
| №  | Населённый пункт | Тип населённого пункта          | Население |
| -- | ---------------- | ------------------------------- | --------- |
| 1  | Алёшино          | деревня                         | ↘306      |
| 2  | Антоново         | деревня                         | ↘4        |
| 3  | Булгаково        | деревня, административный центр | ↘33       |
| 4  | Вырково          | деревня                         | ↘74       |
| 5  | Гаврино          | деревня                         | 2         |
| 6  | Даньково         | село                            | ↘6        |
| 7  | Земское          | деревня                         | ↘39       |
| 8  | Кауровка         | деревня                         | 43        |
| 9  | Кондраково       | деревня                         | 15        |
| 10 | Коростино        | деревня                         | ↘3        |
| 11 | Мимишкино        | деревня                         | ↘69       |
| 12 | Озёрный          | посёлок                         | 167       |
| 13 | Пахомово         | деревня                         | 5         |
| 14 | Савино           | деревня                         | ↘19       |
| 15 | Телеши           | деревня                         | 5         |
| 16 | Царицыно         | деревня                         | ↘25       |
| 17 | Ярыгино          | деревня                         | ↘18       |

## Местное самоуправление
Главы сельского поселения
- Фокин Сергей Васильевич
- Каблов Владимир Владимирович

Администрация сельского поселения
Адрес: 391336, Рязанская область, Касимовский район, д. Булгаково